# Пещера (област Перник)
Вижте пояснителната страница за други значения на Пещера.
Пещера е село в Западна България. То се намира в община Земен, област Перник.

## География
Село Пещера се намира в планински район. На 70 км. от столицата София, на 50 км. от Перник и Кюстендил. Надморската височина на землището е от 585 до 1200 метра. На север граничи със село Враня стена, на изток със селата Ракиловци, Лобош и Жабляно, на юг с град Земен а на запад със село Добри дол. Населението е около 150 души, предимно в пенсионна възраст, но все още има и млади хора.
Има възможност за ловен и културен туризъм в околността се намира местността Орешковец, в която има ловен заслон и чешма. В местността Радован има пак ловен заслон със същите условия, а при Пещерския водопад има направена беседка от младежите на Пещера с барбекю. В селото могат да се видят стародавните традиции и обичаи на пещерчани благодарение на местното читалище. В миналото селото е било известно с красивите овощни градини.

## История
Първото селище трябва да се търси в местността Градището още през 814 г. когато там е съграден манастирът, името на селището е било Орехово, исторически данни не са намерени от кога носи името Пещера и от къде произхожда името му. Към манастира и местността Гледец се намират места, където са горени дърва и са приготвяни дървени въглища, и може името да идва от пещ. В района на селото, под водопада има малка пещера, която се нарича „Калугерска дупка“. Има пещери и в Радованско усое, но се смята, че най-правилно е Пещера да идва от „пещане“ или „пещ“ – пещи, където се топи желязо, вар, наричали са ги пехчери, от което произхожда името. Или идва от пожар, изгаряне на домовете на останалите жители на старото селище Орехово, нарекли са ги „пещани“ и след това се е видоизменило в Пещера. Селото е скупчено на двата бряга на Треклянска река.
Махалите, които го образуват, са: Лулевци, Божиловци, Кралевци, Манцевци, Златановци, Златковци, Мановци, Говедарските, Костадиновци, Чакаринци, Жежовци, Поповци, Лятевци, Писарските, Ковачки, Кюрчийски, Шукрийци, Кьосевци, Брънзовци, Кошарчанье, Чивийнци, Кондурска, Ровеловци, Калевци, Марийнци, Йовчевци, Митовци, Мишевци, Якимовци, Янгелковци, Кръшляманци, Миладиновци, Гузевци, Искреновци, Миланковци, Тодоровци, Янгеловци, Тончевци, Дерелега, Вучевци и Банковци.

## Религии
Единствената религия, която проповядват хората в Пещера, е християнската.

## Обществени институции
- Кметство – от февруари 2008 година кмет е Стефан Стоянов Евтимов
- Народно читалище „Крюгер Николов – 1922“: председател Стефан Евтимов, Членове Петър Миланов и Георги Александров. Ревизионна комисия: Маргарита Симеонова, Марийка Стоянова, Цветанка Стоилова.

## Забележителности
Над селото се намира Мрачкият манастир, който е разрушен. От него е останала само черквата, в която са останали част от стенописите и иконите. Манастирът е прочут с Мрачката грамота на цар Иван Александър. Манастирът се ремонтира, сменен е покривът изцяло с нови керемиди. Голяма част от ремонтите са благодарение на родолюбив пещерчанин и с помощта на местните хора.
- Читалището
- Църквата
- Паметник на падналите през Отечествената война
- Църквата „Св. Николай“ на манастира

## Редовни събития
Ежегоден събор на Св. Николай Летни (манастира) и на Димитровден (в селото). В края на септември в Пещера е земляческата среща-събор, на който пристигат пещерчани, пръснати навсякъде, става всеобщо веселие.
От 2010 г. през юли в селото се провежда Фолклорен събор-конкурс на сватбената обредност и сватовска песен. Най-големият обаче празник за Пещера това е Сурова. Този празник се провежда на 13 и 14 януари и е свързан с маскарадната традиция по българските земи за прогонване на злите сили и пробуждането на земята за нов живот. Сурвакарската група на село Пещера според преданията съществува от незапомнени времена, единственото и прекъсване е било през 1944 г., възобновена е през 1951 г. и оттогава до днес води активен живот. Състои се от около 45 души, като основните персонажи са невестата и младоженята, болюбашията, баряктар, мечкар с мечка, сватбарето и приличниците. Участвала е на фестивали в Перник, Ковачевци, Радомир, Момин проход, Радуил, Пирин пее, София, Виноградец, Ветрен, Симитли, Велико Търново и др. в предаванята „От българско по българско“ по ТВ СКАТ и „Етно“по БНТ и.т.
През 2008 г. ТВ СКАТ заснема част от самодейците в тв клипове на народни песни, а на 24 декември 2008 г. е излъчено предаване за обичая Бъдни вечер в с. Пещера. Основната заслуга за популяризирането на фолклора и традициите в Пещера се дължи на Стоян Стоянов. От 2008 г.е възобновена и женската певческа група, която се състои от 10 жени. Изпълняват предимно шопски и граовски песни и различни старинни обичаи. Вначалото на 2010 г. сурвакарската група и певческата група участваха в предаването „Иде нашенската музика“ по Канал 1 на БНТ, а на 19 международен фестивал на маскарадните игри в Перник сурвакарската група печели парична награда за маски, костюми и артистичност. Самодейците на село Пещера са търсени от много телевизионни и шоупрограми.
1. ↑  www.grao.bg